# 霍山黄大茶
霍山黄大茶是黄茶的一种，产于安徽霍山、金寨、大安、岳西等地，也称皖西黄大茶，以霍山县大化坪、漫水河，金寨县燕子河一带所产的为佳。这种黄茶以大枝大叶的外形为特点，因大枝大叶的茶比较罕见，通常作为判断该茶真伪的一个特征。